# Ангола на летних юношеских Олимпийских играх 2018
Ангола на летних юношеских Олимпийских играх 2018 года в аргентинском Буэнос-Айресе представлена 1 спортсменом (1 юноша) в 1 виде спорта. Единственным представителем Анголы стал бегун на средние дистанции Мануэл Жасинту Чивела, не имевший до этого опыта выступлений на международном уровне. Больше ни одной лицензии Анголе заработать не удалось. Так, юношеская сборная Анголы по мини-футболу уступила в финале африканского квалификационного турнира сборной Египта (2:6, 2:3).

### Лёгкая атлетика
Каждый НОК может получить хотя бы одну квоту (юноша или девушка). В беге на 800 метров среди юношей Африке досталось 8 квот. Одна из них была выделена Анголе.
Юноши
| Дисциплина | Спортсмен             | Этап 1    | Этап 1 | Этап 2    | Этап 2 | Всего     | Всего |
| Дисциплина | Спортсмен             | Результат | Место  | Результат | Место  | Результат | Место |
| ---------- | --------------------- | --------- | ------ | --------- | ------ | --------- | ----- |
| 800 метров | Мануэл Жасинту Чивела | 1:58,08   | 23     | 1:58,20   | 19     | 3:56,28   | 20    |